# Colleen Hoover
Colleen Hoover, nascida Margaret Colleen Fennell (Sulphur Springs, 11 de dezembro de 1979) é uma escritora norte-americana que escreve principalmente livros que abordam como tema central traumas, violências e a exposição de relacionamentos tóxicos, ambientado no gênero "romântico" de ficção para jovens adultos. Ela é mais conhecida por seu romance de 2016, É Assim que Acaba.
Muitos de seus trabalhos foram auto publicados antes de serem adquiridos por uma editora. De acordo com o Grupo Editorial Record, responsável pela publicação dos livros de Hoover no Brasil, ela alcançou um total de 1.489.784 exemplares vendidos em 2023. No Brasil, a autora tem 26 livros publicados

## Biografia
Hoover nasceu em 11 de dezembro de 1979, em Sulphur Springs, Texas, filha de Vannoy Fite e Eddie Fennell. Ela cresceu em Saltillo, Texas, e se formou na Saltillo High School em 1998. Ela se casou com Heath Hoover em 2000, e eles têm três filhos. Hoover se formou na Texas A&M-Commerce com um diploma em serviço social. Ela trabalhou em vários trabalhos sociais e de ensino até iniciar sua carreira como autora.

## Carreira literária
Publicou de forma independente seu primeiro romance em 2012 Slammed (Métrica), ela trabalhava como assistente social, ganhando um salário de 9 dólares por hora, e morava em um pequeno trailer com o marido caminhoneiro e seus 3 filhos. Sem editora e todo o aparato disponibilizado para divulgação de livros, sete meses depois Slammed chegava à lista de best-sellers do New York Times, assim ela pôde se dedicar em tempo integral na escrita.

### It Ends with Us
O romance It Ends with Us (É Assim Que Acaba) da Hoover foi publicado em 2016. Em 2021, Hoover experimentou um aumento na popularidade devido à atenção da comunidade #BookTok no TikTok. Como resultado, em janeiro de 2022, It Ends with Us estava em primeiro lugar na lista de best-sellers do The New York Times. Em 2019, o romance havia vendido mais de um milhão de cópias em todo o mundo e foi traduzido para mais de vinte idiomas.

## Obras

### SérieSlammed
- Slammed (2012) no Brasil: Métrica (Galera Record, 2013)
- Point of Retreat (2012) no Brasil: Pausa (Galera Record, 2013)
- This Girl (2013) no Brasil: Essa Garota (Galera Record, 2014)

### SérieHopeless
- Hopeless (2013) no Brasil: Um Caso Perdido (Galera Record, 2022) em Portugal: Um Caso Perdido (Topseller, 2014)
- Losing Hope (2013) no Brasil: Sem Esperança (Galera Record, 2022) em Portugal: Uma Nova Esperança (Topseller, 2015)
- Finding Cinderella (2014) novela.
- Finding Perfect (2019) novela. no Brasil: Em Busca de Cinderela e em Busca da Perfeição (Galera Record, 2022)

### SérieMaybe Someday
- Maybe Someday (2014) no Brasil: Talvez Um Dia (Galera Record, 2016) em Portugal: Talvez Um Dia (Topseller, 2023)
- Maybe Not (2014) novela
- Maybe Now (2018) no Brasil: Talvez Agora (Galera Record, 2020)

### DuologiaIt Ends with Us
- It Ends with Us (2016) no Brasil: É Assim Que Acaba (Galera Record, 2018) em Portugal: Isto Acaba Aqui (Topseller, 2017)
- It Starts with Us (2022) no Brasil: É Assim Que Começa (Galera Record, 2022) em Portugal: Isto Começa Aqui (Topseller, 2022, 2023)

### Livros isolados
- Ugly Love (2014) no Brasil: O Lado Feio do Amor (Galera Record, 2015)  em Portugal: Amor Cruel (Topseller, 2015)
- Never Never (2015) série de novelas em três partes, com Tarryn Fisher. no Brasil: Nunca Jamais (Galera Record, 2019) em Portugal: Nunca Jamais (Topseller, 2023)
- Confess (2015) no Brasil: Confesse (Galera Record, 2017) em Portugal: Confesso (Topseller, 2016)
- November 9 (2015) no Brasil: Novembro, 9 (Galera Record, 2016) em Portugal: 9 de Novembro (Topseller, 2016)
- Too Late (2016) no Brasil: Tarde Demais (Record, 2018)
- Without Merit (2017) no Brasil: As Mil Partes do Meu Coração (Galera Record, 2018) em Portugal: A Ilusão de Merit (Topseller, 2019)
- All Your Perfects (2018) no Brasil: Todas as Suas (Im)Perfeições (Galera Record, 2019) em Portugal: Se Fosse Perfeito (Topseller, 2022)
- Verity (2018) no Brasil: Verity (Galera Record, 2020) em Portugal: Verity (Topseller, 2019, 2022)
- Regretting You (2019) no Brasil: Se Não Fosse Você (Galera Record, 2020) em Portugal: Sempre Tu (Topseller, 2020)
- Heart Bones (2020) no Brasil: Até o Verão Terminar (Galera Record, 2021) em Portugal: Corações Feridos (Topseller, 2022)
- Layla (2020) no Brasil: Layla (Galera Record, 2021) em Portugal: Layla (Topseller, 2021)
- Reminders of Him (2022) no Brasil: Uma Segunda Chance (Galera Record, 2022) em Portugal: Tudo Me Lembra de Ti (Topseller, 2023)

### Contos
- "A Father's Kiss" da antologia The Kiss
- "Saint" da antologia One More Step
- "The Dress" da antologia Two More Days